# 犬上慶五郎
犬上 慶五郎（いぬがみ けいごろう、1865年4月16日（元治2年3月21日） - 1944年（昭和19年）6月5日）は、明治から昭和初期の実業家、政治家。貴族院多額納税者議員。

## 経歴
蝦夷地松前（現松前町）で、犬上群太夫の五男として生まれる。漢学を修め、幼くして函館に出て、成長してから小樽に移り、1886年（明治19年）以降、海運業を営む。
1908年（明治41年）、初めて汽船「札幌丸」を北海道炭礦汽船会社から購入して船舶業を始め、その後、7隻まで持船を増やし、第一次世界大戦の好況により、北海道第一位の多額納税者となった。日本海運取締役、北海道礦業鉄道取締役、寿都鉄道取締役、向島船渠取締役、東洋海事工業取締役、大正水産取締役、犬上（資）社長などを務めた。
1920年（大正9年）、相馬哲平が貴族院多額納税者議員を辞職し、その補欠選挙で当選して、同年6月28日、同議員に就任した。交友倶楽部に所属して、1925年（大正14年）9月28日まで在任した。
1927年（昭和2年）11月から北海道鉄道社長として行った札幌市郊外の新線買収の政界工作によって収賄罪の容疑で検挙される（五私鉄疑獄事件）。1933年（昭和8年）5月16日の東京地方裁判所判決で無罪となったが、検察側が控訴。1934年（昭和9年）11月17日、東京控訴院の控訴審でも無罪の判決。1936年（昭和11年）9月、大審院で上告審で判決が確定した。